# سرخس پاخرگوشی تاسمانی
سرخس پاخرگوشی تاسمانی (نام علمی: Davallia tasmani) نام یک گونه از سرده سرخس‌های پاخرگوشی است.